# 阮嘉韶
阮嘉韶（越南语：／，1741年—1798年），封溫如侯（越南语：／），越南後黎朝詩人。出生於北寧省順成縣。黎朝覆滅之後，被西山起義政權逮捕，卒於升龍城（今河內市）。
代表作為反映現實變亂的雙七六八體喃文長詩《宮怨吟曲》。